# Tortanus giesbrechti
Tortanus giesbrechti is een eenoogkreeftjessoort uit de familie van de Tortanidae. De wetenschappelijke naam van de soort is voor het eerst geldig gepubliceerd in 1968 door Jones E.C. & Park.